# Harriet Phipps
Harriet Lepel Phipps (Londra, 22 gennaio 1841 – Londra, 7 marzo 1922) è stata una nobildonna inglese.

## Biografia
Era la figlia di Sir Charles Beaumont Phipps, cortigiano e confidente della regina, e di sua moglie, Margaret Anne Bathurst.
Harriet venne nominata damigella d'onore della regina il 3 marzo 1862, e poi servì come woman of the Bedchamber (1889-1901), sino alla morte della sovrana..
Harriet effettuava commissioni confidenziali e aveva accesso a molti segreti della regina, informazioni che seppe mantenere con la massima discrezione durante tutta la sua vita. I suoi documenti privati vennero distrutti dopo la sua morte.
Il suo ritratto, eseguito da John Lavery nel 1889, si trova oggi nella collezione dei Glasgow Museums.

## Ascendenza
|                                    |                   |                             | Genitori                      |  |  | Nonni |  |  | Bisnonni                              |  |  | Trisnonni      |  |
|                                    |                   |                             |                               |  |  |       |  |  | Constantine Phipps, I barone Mulgrave |  |  | William Phipps |  |
|                                    |                   |                             |                               |  |  |       |  |  | Constantine Phipps, I barone Mulgrave |  |  | William Phipps |  |
|                                    |                   | Catherine Annesley          |                               |  |  |       |  |  | Constantine Phipps, I barone Mulgrave |  |  |                |  |
| Henry Phipps, I conte di Mulgrave  |                   |                             |                               |  |  |       |  |  | Constantine Phipps, I barone Mulgrave |  |  |                |  |
|                                    |                   | Lepell Hervey               | John Hervey, II barone Hervey |  |  |       |  |  |                                       |  |  |                |  |
|                                    |                   | Lepell Hervey               | John Hervey, II barone Hervey |  |  |       |  |  |                                       |  |  |                |  |
|                                    |                   | Lepell Hervey               | Mary Lepell                   |  |  |       |  |  |                                       |  |  |                |  |
| Charles Beaumont Phipps            |                   | Lepell Hervey               |                               |  |  |       |  |  |                                       |  |  |                |  |
|                                    |                   | Christopher Thompson Maling | William Maling                |  |  |       |  |  |                                       |  |  |                |  |
|                                    |                   | Christopher Thompson Maling | William Maling                |  |  |       |  |  |                                       |  |  |                |  |
|                                    |                   | Christopher Thompson Maling | Catherine Thompson            |  |  |       |  |  |                                       |  |  |                |  |
| Martha Sophia Maling               |                   | Christopher Thompson Maling |                               |  |  |       |  |  |                                       |  |  |                |  |
|                                    |                   | Martha Sheels               | John Sheels                   |  |  |       |  |  |                                       |  |  |                |  |
|                                    |                   | Martha Sheels               | John Sheels                   |  |  |       |  |  |                                       |  |  |                |  |
|                                    |                   | Martha Sheels               | …                             |  |  |       |  |  |                                       |  |  |                |  |
| Harriet Phipps                     |                   | Martha Sheels               |                               |  |  |       |  |  |                                       |  |  |                |  |
|                                    | Benjamin Bathurst | Benjamin Bathurst           |                               |  |  |       |  |  |                                       |  |  |                |  |
|                                    | Benjamin Bathurst | Benjamin Bathurst           |                               |  |  |       |  |  |                                       |  |  |                |  |
|                                    | Benjamin Bathurst | Frances Apsley              |                               |  |  |       |  |  |                                       |  |  |                |  |
| Henry Bathurst, vescovo di Norwich | Benjamin Bathurst |                             |                               |  |  |       |  |  |                                       |  |  |                |  |
|                                    |                   | Catharine Brodrick          | Laurence Brodrick             |  |  |       |  |  |                                       |  |  |                |  |
|                                    |                   | Catharine Brodrick          | Laurence Brodrick             |  |  |       |  |  |                                       |  |  |                |  |
|                                    |                   | Catharine Brodrick          | Anne Humphrys                 |  |  |       |  |  |                                       |  |  |                |  |
| Margaret Anne Bathurst             |                   | Catharine Brodrick          |                               |  |  |       |  |  |                                       |  |  |                |  |
|                                    |                   | Charles Coote               | Chidley Coote                 |  |  |       |  |  |                                       |  |  |                |  |
|                                    |                   | Charles Coote               | Chidley Coote                 |  |  |       |  |  |                                       |  |  |                |  |
|                                    |                   | Charles Coote               | Jane Evans                    |  |  |       |  |  |                                       |  |  |                |  |
| Grace Coote                        |                   | Charles Coote               |                               |  |  |       |  |  |                                       |  |  |                |  |
|                                    |                   | Grace Tilson                | Thomas Tilson                 |  |  |       |  |  |                                       |  |  |                |  |
|                                    |                   | Grace Tilson                | Thomas Tilson                 |  |  |       |  |  |                                       |  |  |                |  |
|                                    |                   | Grace Tilson                | Elizabeth Knight              |  |  |       |  |  |                                       |  |  |                |  |
|                                    |                   | Grace Tilson                |                               |  |  |       |  |  |                                       |  |  |                |  |